# San Giovanni la Punta
San Giovanni la Punta település Olaszországban, Szicília régióban, Catania megyében. Lakosainak száma 23 725 fő (2023. január 1.). San Giovanni la Punta Aci Bonaccorsi, San Gregorio di Catania, Sant’Agata li Battiati, Trecastagni, Tremestieri Etneo, Valverde, Viagrande és Pedara községekkel határos.

## Népesség
A település lakossága az elmúlt években az alábbi módon változott:
| Lakosok száma | 23 270 | 23 399 | 23 725 |
|               | 2017   | 2018   | 2023   |